# Polski Sztab Partyzancki

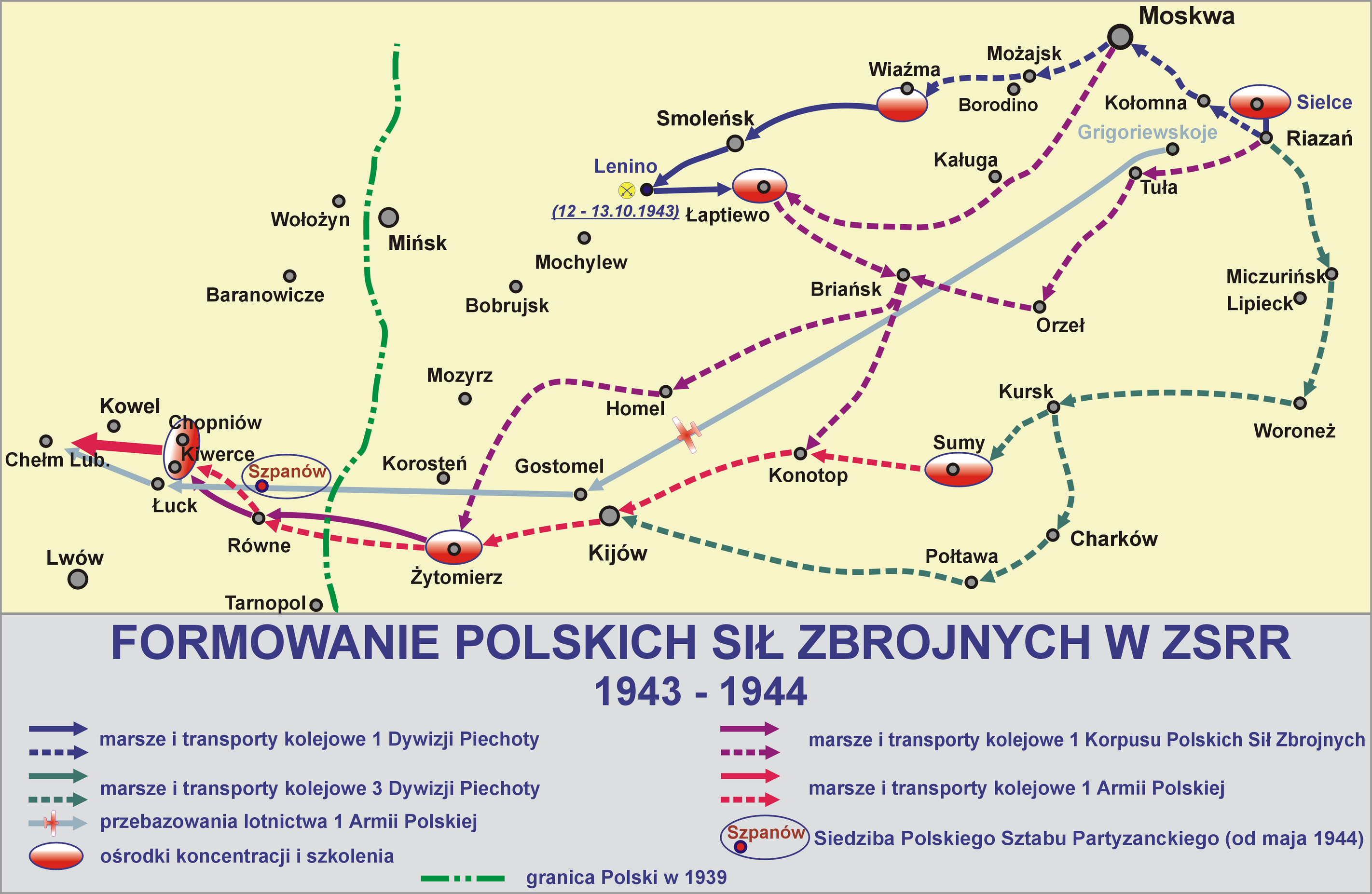
Formowanie Polskich Sił Zbrojnych w ZSRR w latach 1943–1944

Polski Sztab Partyzancki (PSzP) został utworzony w kwietniu 1944 w Szpanowie z inicjatywy tajnego Centralnego Biura Komunistów Polski przy Komitecie Centralnym WKP (b) (CBKP). Rozpoczął działalność 5 maja 1944.
Na jego czele stanął ówczesny szef CBKP Aleksander Zawadzki. Faktycznym dowódcą PSzP był jednak zastępca Zawadzkiego, pułkownik Armii Czerwonej Sergiusz Prytycki.
Polski Sztab Partyzancki składał się z dowództwa oraz 13 wydziałów. Podlegały mu: baza zaopatrzenia, węzeł radiowy, przedstawicielstwo w Moskwie i przy Radzie Wojennej 1. Frontu Białoruskiego oraz samodzielny batalion specjalny, zwany też szturmowym.
PSzP zajmował się szkoleniem ludzi, którzy po przerzuceniu na okupowane tereny Polski zajmowali się odnajdowaniem działaczy komunistycznych, wywiadem politycznym i wojskowym, tworzeniem oddziałów dywersyjno–szpiegowskich. Do stycznia 1945 na okupowane tereny Polski przerzucono 327 członków tzw. grup organizatorskich.
10 maja 1944 PSzP podporządkowano polskie komunistyczne oddziały partyzanckie działające na wschodnich terenach dawnej II RP, podległe wcześniej Ukraińskiemu Sztabowi Ruchu Partyzanckiego (Brygada „Grunwald”, Zgrupowanie Partyzanckie „Jeszcze Polska nie zginęła”, Brygada im. Wandy Wasilewskiej, Brygada im. Tadeusza Kościuszki, na Białorusi), oddział partyzancki im. Leonarda Łucewicza, sześcioosobowa grupa ppor. Michała Hołdysa zorganizowana w Batalionie specjalnym i zrzucona już 12 kwietnia 1944 r. w Puszczy Nalibockiej na zachodniej Białorusi, podporządkowana PSzP w połowie maja 1944 r. Niektóre z nich podporządkowano w lipcu 1944 Armii Ludowej (brygady im. Wandy Wasilewskiej i im. Tadeusza Kościuszki).
W maju 1944 roku podporządkowano mu Polski Samodzielny Batalion Specjalny.
W lipcu PSzP został podporządkowany Naczelnemu Dowództwu Wojska Polskiego. 23 lipca Naczelny Dowódca WP - gen. broni Michał Rola-Żymierski wystosował depeszę radiową do dowódców wszystkich oddziałów partyzanckich na okupowanych ziemiach polskich, w której komunikował o objęciu dowództwa nad Polskim Sztabem Partyzanckim i nakazywał oddziałom podległym dotąd temu Sztabowi, przejście pod bezpośrednie rozkazy dowódców obwodów i okręgów Armii Ludowej. Zadaniem PSzP miało być odtąd jak najszybsze uzbrojenie i zaopatrzenie techniczne oddziałów partyzanckich i garnizonowych Armii Ludowej walczących na zapleczu wroga. Po przeformowaniu na Bazę Oddziałów Desantowych przy Naczelnym Dowództwie WP do czasu rozwiązania 10 lutego 1945 koordynował działania i zaopatrywał w broń oddziały Armii Ludowej.